# English Harbour
English Harbour – miejscowość w Antigui i Barbudzie; na wyspie Antigua (Saint Paul); liczy 640 mieszkańców (2008)